# Oud-Heverlee
Oud-Heverlee este o comună în provincia Brabantul Flamand, în Flandra, una dintre cele trei regiuni ale Belgiei. Comuna este formată din localitățile Oud-Heverlee, Blanden, Haasrode, Sint-Joris-Weert și Vaalbeek. Suprafața totală este de 31,14 km². Comuna Oud-Heverlee este situată în zona flamandă vorbitoare de limba neerlandeză a Belgiei. La 1 ianuarie 2008 comuna avea o populație totală de 10.937 locuitori.